# Louisette Malherbaud
Louise Frédérique Paulette "Louisette" Malherbaud  (ur. 28 kwietnia 1917 w Marchenoir, zm. 28 grudnia 1999 w Saint-Victor-en-Marche) – francuska florecistka, trzykrotna medalistka mistrzostw świata.
Podczas mistrzostw świata w Lizbonie w 1947 roku wywalczyła brązowy medal w turnieju indywidualnym. W zawodach tych wyprzedziły ją jedynie Austriaczka Ellen Preis i Włoszka Silvia Strukel. Na tej samej imprezie Francuzki w składzie: Jacqueline Baudot, Renée Garilhe, Françoise Gouny, Alice Karren i Louisette Malherbaud zdobyły srebro w zawodach drużynowych. W rywalizacji drużynowej zdobyła następnie brązowy medal na mistrzostwach świata w Hadze w 1948 roku.
Wystartowała również na igrzyskach olimpijskich w Londynie w 1948 roku, gdzie indywidualnie odpadła w ćwierćfinałach. Był to jej jedyny start olimpijski.